# نهد (قبيلة)

قبيلة نهد قبيلة عربية من قضاعة.

## نسب قبيلة نهد
وفقا للنسابة، فهم ينتسبون لـ نهد بن زيد بن ليث بن سُود بن أسلم بن الحافي بن قضاعة. جاء في الاشتقاق عند الحديث عن قضاعة : منهم بنو نهد بطن عظيم، والنهد في اللغة : العظيم الخلق من الناس والخيل، يقال فرس نهد، ورجل نهد، ويقال نهد القوم بعضهم إلى بعض إذا نهضوا للحرب أو غيرهــا ،

## بلاد قبيلة نهد
سكن أكبر بطونها في اليمن ومنهم قوم في نجران ووادي تثليث و البلدان التابعة لها ومنها الهجيرة، وانتشروا في نجد وشرقي الجزيرة، وسكن بعضها شمال الحجاز، جاء في المفصل، أما نهد فقد سكن أكبر بطونها في منطقة نجران، وقد دخلت بطون منها في قبائل أخرى واندمجت  وذكر عرام السلمي في معرض الحديث عن جبلي "رضوى" "عزور" نواحي المدينة المنورة : ويسكن ذراهما واحوازهما نهد وجهينة، وفي البر خاصة دون المدر، ولهم هناك يسار ظاهر السلمي ص7 وذكر الحموي مخلاف نهد وقريتهم الهجيرة ولهم محال كثيرة  وتذكر بعض المصادر أن نهداً كانت تسكن في أول أمرها شمال الجزيرة، ثم انتقل أكبر بطونها إلى اليمن.
أما في الوقت الحاضر فتمركز شريحة كبيرة من قبيلة نهد هو جنوب شبه الجزيرة العربية (جنوب المملكة العربية السعودية والجمهورية اليمنية وسلطنة عمان) أيضاً لهم تواجد محدود في دولة الإمارات العربية المتحدة ودولة قطر ومملكة البحرين.

## وفد نهد للرسول محمد
وفي خبر وفد طهفة بن أبي زهير النهدي أن النبي محمد  كتب كتاباً لبني نهد جاء فيه "بسم الله الرحمن الرحيم، محمد رسول الله إلى بنى نهد بن زيد، السلام على من آمن بالله ورسوله، لكم يابني نهد في الوظيفة الفريضة، ولكم الفارض والفريش، وذو العنان الركوت، والفلو الضبيس، لا يُمنع سرحكم، ولا يُعضد طلحكم، ولا يُحبس دركم، ما لم تضمروا الاماق وتأكلوا الرباق، من أقر بما في هذا الكتاب فله من رسول الله الوفاء بالعهد والذمة، ومن أبى فعليه الربوة.

## تاريخ قبيلة نهد
وينقل البكري كذلك أن نهدا أوصى بنيه حين حضرته الوفاة فقال : أوصيكم بالناس شراً، ضرباً أزاً، وطعنا وخزاً، كلموهم نزراً، انظروهم شزراً، واطعنوهم دسراً، أقصروا الأعنة، وطرروا الأسنة، وارعوا الغيث حيث كان، فقال شاعرهم :
وجاء الإسلام ونهد في مواطنها على حلفها مع بنو الحارث بن كعب، فقد أمر النبي أن يكتب كتاباً لقيس بن الحصين الحارثي لبني أبيه الحارث بن كعب ولبني نهد حلفاء بني الحارث.
وشاركت نهد في أحداث التاريخ الإسلامي، فقد ذكر كثير من رجالها في قوائم الصحابة والتابعين، وذكرت مشاركتها في فتح طبرستان مع سعيد بن العاص.
وارتبط - بعد هذه الحقبة - تاريخ نهد بالأحداث في تاريخ اليمن، فقد عدت كإحدى القبائل المؤيدة لدولة الملك علي بن محمد الصليحي ، وقد تعرضت مع حليفتها بنى الحارث لهجمات الإمام الزيدي الهادي يحيى بن الحسين المتوفى سنة 298هـ، ثم ذكرت بعد ذلك ضمن القبائل المؤيدة والوافدة على الإمام أحمد بن سليمان سنة 535هـ وهي قبائل وادعة ودهمه ونهد ، واشتركت معه سنة 549 في قتال قبيلة يام في نجران.
وفي أواخر القرن السادس الهجري، وبالتحديد سنة 592هـ - حسبما تذكر مصادر التاريخ الحضرمي - أي بعد أقل من خمسين عاماً من اشتراك نهد في مقاتلة قبيلة يام - تحركت بعض قبائل نهد الكبيرة، وبعض حلفائها من بني الحارث إلى شمال غربي حضرموت، وهي قبائل بني معروف وبنو حرام وبني ظبيان من نهد وبني ضنة من قضاعة وبني خيثمة وبني سعد من بني الحارث بن كعب من مذحج. وعرفت هذه القبائل بعد هجرتها بنهد.